# .uy
Pour les articles homonymes, voir UY.

Attribution de l'espace d'adressage IPv4 en Uruguay.

.uy est le domaine de premier niveau national (country code top level domain : ccTLD) réservé à l'Uruguay. Le domaine a été introduit en 1990.